# Vukovski Vrh
Vukovski Vrh – wieś w Słowenii, w gminie Pesnica. W 2018 roku liczyła 196 mieszkańców.